# دوشیزه‌ماهی دوخطه
دوشیزه‌ماهی دوخطه (نام علمی: Dascyllus reticulatus) نام یک گونه از تیره شقایق‌ماهیان است.